# سوپربوی (کان-ال)
سوپربوی (به انگلیسی: Superboy) با نام شخصی کان-اِل و نام مستعار کانر کنت، یک شخصیت خیالی ابرقهرمان است که در کتب کامیک دی‌سی کامیکس وجود دارد؛ و برای اولین بار، به عنوان نسخه‌ای متنوع و مدرنی از نخستین شخصیت سوپربوی در شمارهٔ ۵۰۰ مجلهٔ کمیک‌های ماجراهای سوپرمن در جوئن ۱۹۹۳ معرفی شد.
فرزند: سوپرمن

## در جهان‌های دیگر

### THE NEW 52
در ماه سپتامبر سال ۲۰۱۱، شرکت دی سی تمام کتاب‌های کمیک خود در قالب مجموعه جدیدی به نام The New 52 باری دیگر منتشر کرد. در این خط داستانی جدید، سوپر بوی با یک داستان منشأ و گذشته کاملاً متفاوت معرفی شد. او در این مجموعه، اولین‌بار در قسمت اول سری کتاب کمیک Teen Titans ظاهر شد. او در خط داستانی یک کلون ترکیبی از انسان و کریپتونی بود که به دست سازمان مرموزی به نام N.O.W.H.E.R.E ساخته شده بود. آن‌ها به‌دنبال این بودند تا نسل جدید ابرانسان‌ها را تحت کنترل خود بگیرند. در خط داستانی کراس‌اور سوپرمن/سوپر گرل/ سوپر بوی، او توسط یک فرد کریپتونی که می‌توانست در زمان سفر کند و «H'El» نام داشت، مورد حمله قرار گرفت؛ آن هم تنها به خاطر اینکه یک کلون بود.
از آنجایی که کانر به مدرسه نمی‌رفت، دولت او را مجبور کرد که به تحصیل ادامه دهد اما به محض بازگشت به مدرسه، نبرد خیلی بزرگی به راه افتاد که کانر را روانه تحصیل خصوصی و خانگی کرد
او بعد از اینکه سوپر بوی را شکست داد، بدن او را برای سوپر گرل و سوپرمن برد تا کانر را اعدام کنند. از آنجایی که کرپتونی‌ها به‌طور کلی از تمام کلون‌ها متنفر بودند، H'El در تلاش بود تا با این کار، وفاداری خود را نسبت به کریپتون نشان دهد. اما همه چیز آنطور که باید و شاید پیش نرفت و بین و او و سوپرمن درگیری به وجود آمد؛ زیرا سوپرمن دوست نداشت که کان ال را به قتل برساند. در طی نبردی که بین H'El و سوپرمن به وجود آمده بود، سوپرمن و سوپر بوی تا حدودی توانستند یکدیگر را بیشتر بشناسند. همین اتفاق باعث شد که یک حس دوستی در آن‌ها به وجود بیاید و یکدیگر را بیشتر درک کنند. کان ال با دیدن حس قهرمانی سوپرمن حسابی شگفت‌زده شد و فوق‌العاده تحت تأثیر آن قرار گرفت.
بعد از ماجراهای خط داستانی Forever Evil، اسپیدستر شروری به نام «جانی کوییک»، اعضای تیم تین تایتانز را در بعد زمان، به آینده پرتاب کرد. کان ال بعد از اینکه از دیگر اعضای تایتانز جدا شد با فردی به نام جان لین کینت برخورد کرد؛ پسر شرور سوپرمن و لوئیس لین که به دوران آینده تعلق داشت. کان ال در اصل کلونی از جان لین کنت بود که توسط هاروست، مؤسس سازمان N.O.W.H.E.R.E خلق شده بود. او قصد داشت تا با انجام این کار، درمانی را برای بیماری جان پیدا کند. در طی نبردی که بین آن‌ها به وجود آمده بود، جان لین کنت به طرز بسیار بدی مجروح شد اما بعد کان ال به درون یک پورتال افتاد و به شهر آرگوی سیاره کریپتون منتقل شد؛ آن هم در گذشته، چند روز پیش از اینکه این سیاره نابود شود.
همین اتفاق منجر به وجود آمدن خط داستانی بازگشت به کریپتون که در سال ۲۰۱۳ منتشر شده بود، شد. در طی این خط داستانی، کان ال از آخرین بخش‌های قدرت خود استفاده کرد تا شهر آرگو را از سیاره در حال مرگ کریپتون بیرون ببرد. او با همین کار، این شهر را نجات داد و سوپر گرل جوان توانست درست همانند چیزی که در تاریخ ثبت شده بود، به زمین بیاید. بااین‌حال، خود کان ال به همراه این سیاره جانش را از دست داد. او در قسمت ۲۵ سری کتاب کمیک سوپرمن پذیرفته بود که چیزی بیشتر از یک «سلاح زنده» محسوب می‌شود. درست در همین حین و در مجموعه تین تایتانز، جان لین کنت که زخمی و بیهوش بود، توسط بیست بوی و همچنین رز ویلسون که به خط زمانی آینده تعلق داشتند، بهبود پیدا کرد.
با اینکه او جان لین کنت بود، اما نسخه آینده بیست بوی و رز ویلسون این موضوع را پنهان کردند و لباس کان ال را به او دادند تا به این طریق بتوانند به اهداف خودشان برسند. نسخه کنونی و فعلی تیم تین تایتانز، جان لین کنت را در لباس کان ال پیدا کردند (آن‌ها از وجود چنین فردی اصلاً خبر نداشتند) و او را به دوران مدرن بردند. در این خط زمانی، جان لین کنت تظاهر می‌کرد که سوپر بوی همین زمان است. در این دوران، تین تایتانز اصلاً خبر نداشتند که کان ال «مرده» است. حالا آن‌ها یک متقلب داشتند که کارهای سوپر بوی را تقلید می‌کرد و قصد داشت تا تمام ابرانسان‌های زمین را به قتل برساند. البته لازم است ذکر شود که سوپرمن و سوپر گرل کاملاً از مرگ کان ال خبر داشتند اما هنوز به تایتانز اطلاع نداده بودند.
بعدها آشکار شد که کان ال هنوز زنده است و در اصل در حال خدمت کردن به موجودی به نام «اوراکل» بود؛ او به خاطر این موجود به گذشته، حال و آینده می‌رفت و گشت می‌زد. به همین ترتیب هم همه چیز به هم ریخته بود و جان‌ها و کان‌های زیادی به وجود آمده بودند. درنهایت نسخه جوانتر جان به‌طور قهرمانانه‌ای خودش را فدا کرد تا جان بزرگتر از بین برود. با اینکه همه چیز از بین رفته بود، جان‌ها و کان‌ها به دنیا و خط زمانی‌های خودشان بازگشته بودند و جان هم از بین رفته بود، اما از تاریخ پاک نشده بود. تمام اقدامات او خارج از دنیای جیبی در یاد همه بود و همه جا دیده می‌شد. اما به‌طور واقعی رفته بود و کان ال یک بار دیگر هویت سوپر بوی خود را به دست آورد. کان ال بعدها اعلام کرد که او در طی این مدت به سرتاسر دنیا رفته بود و روش‌های مختلف مدیتیشن و آرامش درونی و ذهنی را یادگرفته بود. او بعدها دوباره به تیم تین تایتانز پیوست.

## داستان و تاریخچه

### سوپر بوی کیست؟
کانر کنت یا همان سوپر بوی، یک کلون محسوب می‌شود که ازطریق ژنتیک و متریال اصلی که از سوپرمن گرفته شده بود، خلق شد. در آن زمان سوپرمن توسط موجود وحشتناکی به نام دومزدی به قتل رسیده بود. علاوه‌بر ژنتیک سوپرمن، مقداری خون هم از لکس لوتر گرفته شده بود. البته او مدت خیلی زیادی بعد از این ماجراها متوجه شد که در اصل چه کسی نمونه خون انسانی خود را اهدا کرده‌است. او توسط پروژه کادموس خلق شده بود تا جایگزینی برای سوپرمن باشد؛ آن هم بعد از ماجرای مرگش. سن او به‌صورت مصنوعی افزایش داده شد و به دوران نوجوانی رسید. علاوه‌بر این، یک سری اطلاعات ضروری هم از فردی که در سن بیولوژیکی او قرار داشت، در ذهن او قرار داده شد؛ به همین ترتیب هم او یک سری اطلاعات کلی از رشته‌های مختلف مانند ریاضی، خواندن و نوشتن و غیره داشت.
پیش از اینکه آزمایش‌ها به‌طور کامل تمام شود (یعنی افزایش سن او به دوران بزرگسالی و همچنین کاشت تجهیزات امنیتی برای کنترل کردن او)، کانر کنت توسط « گروهی از خبرنگاران» آزاد شد و از آن‌جا فرار کرد. یکی از اعضای این تیم، یک ژاکت چرم به او داد، البته پیش از اینکه او به شهر برود. او زمانی اولین اقدام خود را به‌عنوان سوپرمن انجام داد که همان ابتدا با شخصیتی به نام «ساید آرم» برخورد کرد؛ کسی که در تلاش بود تا یک دستگاه خودپرداز را نابود کند. سوپر بوی به مرور زمان با سه سوپرمن دیگر هم برخورد کرد و با فردی به نام «رکس لیچ» هم آشنا شد که خیلی زود نقش مدیر او را برعهده گرفت. زمانی‌که سوپرمن واقعی بازگشت، او حق و حقوق نام این شخصیت و همچنین علامت او را رها کرد. بعد از این اتفاق هم تصمیم گرفت تا مترو پلیس را ترک کند.